# Okres Strakonice
Okres Strakonice (Bezirk Strakonitz) befindet sich im Westen des Jihočeský kraj (Tschechien) und gehört zu den kleinsten Bezirken des Landes. Auf 1.032 km² leben rund 69.000 Einwohner in 112 Gemeinden mit 263 Ortsteilen. Durch den Bezirk fließt die Otava, daneben gibt es auch einige Teiche. In den Gebirgen wird vor allem Baumaterial gewonnen.

## Wirtschaft
Der Bezirk blieb auch nach Strukturveränderungen stark industrialisiert. Die meisten Industriebetriebe befinden sich in Strakonice, Blatná und Vodňany. In der Landwirtschaft werden neben Kartoffeln auch Getreide, Zuckerrüben und Futtermittel angebaut; die Viehzucht konzentriert sich auf Rinder, Schweine und Geflügel.
In knapp 14.000 Unternehmen werden 35.000 Menschen beschäftigt, davon mehr als ein Drittel in der Industrie, etwa ein Zehntel in der Landwirtschaft und ein weiteres Zehntel im Handel. Die Arbeitslosigkeit beträgt 6,8 %. Der Bezirk ist weiter unterteilt in vier Mikroregionen: Strakonicko, Blatensko, Vodňansko und Volyňsko.

## Sehenswürdigkeiten
Interessant sind auch die vielen Sehenswürdigkeiten und kulturellen Veranstaltungen, wie
- im Museum in Strakonice ausgestellte archäologische Funde der frühen Besiedlung, sowie die Burg Strakonice, ehemals Sitz der Herren Bavor von Strakonitz, später der Malteser Ritter
- die jährliche Dudelsackwettbewerbe
- Wasserburg und Schloss Blatná, mit einem erhaltenen Burgsystem und im Gebiet sich befindenden zahlreichen Teichen
- Ruine der Burg Helfenburg
- das geschützte Gebiet des „Žižkovo bojiště u Sudoměře“, der Ort an dem Jan Žižka seine Schlacht am 25. März 1420 gewonnen hat
- Volksarchitektur in vielen alten Dörfern

Etwa 53.000 Besucher finden jährlich den Weg in den Bezirk, davon etwa 14.000 aus dem Ausland.

## Städte und Gemeinden
Bavorov – Bělčice – Bezdědovice – Bílsko – Blatná – Bratronice – Březí – Budyně – Buzice – Cehnice – Čečelovice – Čejetice – Čepřovice – Čestice – Číčenice – Doubravice – Drahonice – Drachkov – Drážov – Droužetice – Dřešín – Hajany – Hájek – Hlupín – Horní Poříčí – Hornosín – Hoslovice – Hoštice – Chelčice – Chlum – Chobot – Chrášťovice – Jinín – Kadov – Kalenice – Katovice – Kladruby – Kocelovice – Krajníčko – Kraselov – Krašlovice – Krejnice – Krty-Hradec – Kuřimany – Kváskovice – Lažánky – Lažany – Libějovice – Libětice – Litochovice – Lnáře – Lom – Mačkov – Malenice – Mečichov – Měkynec – Milejovice – Miloňovice – Mnichov – Mutěnice – Myštice – Nebřehovice – Němčice – Němětice – Nihošovice – Nišovice – Nová Ves – Novosedly – Osek – Paračov – Pivkovice – Pohorovice – Pracejovice – Předmíř – Přední Zborovice – Předslavice – Přechovice – Přešťovice – Radějovice u Netonic – Radomyšl – Radošovice – Rovná – Řepice – Sedlice – Skály – Skočice – Slaník – Sousedovice – Stožice – Strakonice – Strašice – Strunkovice nad Volyňkou – Střelské Hoštice – Škvořetice – Štěchovice – Štěkeň – Tchořovice – Truskovice – Třebohostice – Třešovice – Úlehle – Únice – Uzenice – Uzeničky – Vacovice – Velká Turná – Vodňany – Volenice – Volyně – Záboří – Zahorčice – Zvotoky